# Han Polman
Johannes Marcellus Maria (Han) Polman (Ootmarsum, 16 de enero de 1963) es un político neerlandés de los Demócratas 66 (D66).
Polman se graduó en Administración Pública en la Universidad de Twente.
Desde 1994 hasta 2001, fue un concejal del municipio de La Haya.
Desde 2001 hasta 2005, fue el alcalde del municipio de Noordwijkerhout y desde de 2005 hasta 2013 del municipio de Bergen op Zoom.
Desde el 1 de marzo de 2013, es el Comisario del Rey de la Provincia de Zelanda, como sucesor de Karla Peijs.